# Michelson-interferométer

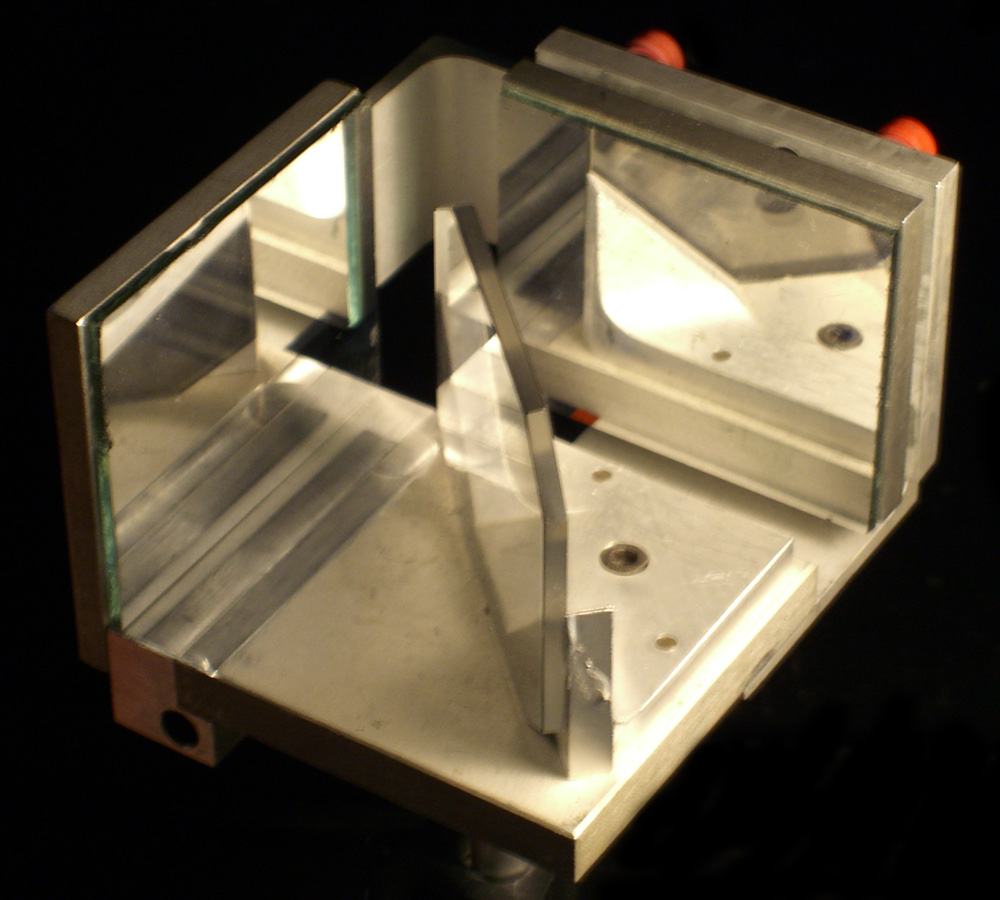
Michelson-interferométer

A Michelson-interferométer (1887) Albert A. Michelson és Edward Morley által kifejlesztett interferométer, mely rendkívül pontos távolságmérést tesz lehetővé. Ezt az eszközt használták többek között a Föld mozgását vizsgáló Michelson–Morley-kísérlet során is. Michelson később spektroszkópiai kutatásaiért és magáért a készülék kifejlesztéséért 1907-ben Nobel-díjat vehetett át.

## Szerkezete

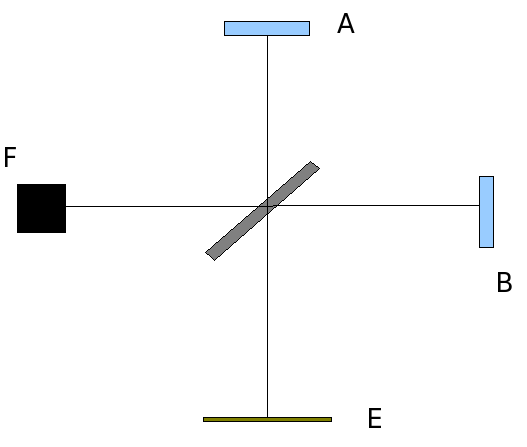
F: fényforrás; A, B: tükrök; E: fénydetektor

Az interferométer két tükörből, valamint egy félig fényáteresztő tükörből (ún. nyalábosztó) áll, melyet a tükrök közé állítanak úgy, hogy a rá kibocsátott fénynyaláb egyik felét a mögötte elhelyezett tükörre engedje, másik felét visszaverje a másik oldalon elhelyezett tükörre. A nyalábosztó hátoldalán így két párhuzamos fénysugár lép ki, amelyek egymással interferálnak.
Amennyiben a két tükör és a nyalábosztó között a fény útja egyenlő, akkor a fény terjedési ideje a két karban pontosan megegyezik, tehát a kilépő fényhullámok azonos fázisban találkoznak, azaz az interferencia során erősítik egymást. Ha valamelyik kar hosszúsága megváltozik, akkor az interferáló nyalábok (hullámok) közötti fáziskülönbség, és ebből következően a kilépő intenzitás is megváltozik. Az interferencia mértékének ismeretében a Michelson-interferométer igen pontos távolságmérést tesz lehetővé, hiszen a fényhullámhossz 50-ed részének megfelelő távolságváltozás – ez zöld fény esetén mindössze 0,01 μm-nek felel meg – minden nehézség nélkül mérhető vele.

## Hullámok interferenciája
Ha két azonos polarizációjú hullám a tér ugyanazon irányában terjed, a létrejövő elektromos tér az egyes hullámok vektori összegével egyenlő. Mindkét hullám a másiktól függetlenül létrehozza a saját elektromos terét, és ezek térerősségeinek vektori összege adja az eredő térerősséget. Ha két hullám azonos forrásból származik, de más-más útvonalon jut el a detektorhoz, ebben az esetben ez utóbbinál a térerősség nagysága arányos az útvonalak közti különbségből származó fáziskülönbséggel:{\displaystyle \Delta \phi \sim \Delta x=x_{1}-x_{2}\qquad {\frac {2\pi }{\lambda }}\Delta x=k\Delta x}

### Eltérő frekvenciák interferenciája
Abban az esetben, ha a frekvenciák különböznek egymástól, ha a hullámszámaik k1 és k2 és az útkülönbség ∆x, akkor különböző amplitúdójú hullámok összegét az x tengely mentén a {\displaystyle E_{T}=(e^{ixk_{1}}-e^{i(x+\Delta x)k_{1}})E_{1}+(e^{ixk_{2}}-e^{i(x+\Delta x)k_{2}})E_{2}}
összeg határozza meg.